# Encinillas, Michoacán
Encinillas är en ort i Mexiko.   Den ligger i kommunen Maravatío och delstaten Michoacán de Ocampo, i den södra delen av landet, 150 km väster om huvudstaden Mexico City. Encinillas ligger 2 034 meter över havet och antalet invånare är 388.
Terrängen runt Encinillas är kuperad söderut, men norrut är den platt. Terrängen runt Encinillas sluttar norrut. Runt Encinillas är det ganska tätbefolkat, med 104 invånare per kvadratkilometer. Närmaste större samhälle är Maravatío, 8,9 km sydost om Encinillas. Trakten runt Encinillas består till största delen av jordbruksmark.